# Bulbostylis oritrephes
Bulbostylis oritrephes är en halvgräsart som först beskrevs av Henry Nicholas Ridley, och fick sitt nu gällande namn av Charles Baron Clarke. Bulbostylis oritrephes ingår i släktet Bulbostylis och familjen halvgräs.

## Underarter
Arten delas in i följande underarter:
- B. o. australis
- B. o. oritrephes